# Arquidiocese de Bahía Blanca
A Arquidiocese de Bahía Blanca (Archidioecesis Sinus Albi) é um território eclesiástico da Igreja Católica Romana, no sudeste da província de Buenos Aires, Argentina. A igreja principal, localizado na cidade de Bahía Blanca, é a Catedral de Nossa Senhora da Misericórdia. O arcebispo desde 2017 é Dom Carlos Alfonso Azpiroz Costa.

## História
Foi erigida como Diocese de Bahía Blanca em 20 de abril de 1934 pela bula Nobilis Argentinae nationis do Papa Pio XI, em território separado da Arquidiocese de La Plata. Seu primeiro bispo foi Leandro Bautista Astelarra (1934–1943).
Foi elevada a Arquidiocese Metropolitana de Bahía Blanca em 11 de fevereiro de 1957 pela bula do Papa Pio XII Quandoquidem adoranda, tendo perdido territórios para estabelecer a Diocese de Mar del Plata e (como sua sufragânea) a Diocese de Santa Rosa.
Recebeu a visita do Papa João Paulo II em abril de 1987.

## Prelados
|                     | Nome                                | Período    | Notas                                     |
| Arcebispos          | Arcebispos                          | Arcebispos | Arcebispos                                |
| ------------------- | ----------------------------------- | ---------- | ----------------------------------------- |
| 5º                  | Carlos Alfonso Azpirioz Costa, O.P. | 2017-atual |                                           |
| 4º                  | Guillermo José Garlatti             | 2003-2017  | Arcebispo emérito                         |
| 3º                  | Rómulo García                       | 1991–2002  |                                           |
| 2º                  | Jorge Mayer                         | 1972–1991  |                                           |
| 1º                  | Germiniano Esorto                   | 1957–1972  |                                           |
| Arcebispo-coadjutor |                                     |            |                                           |
|                     | Carlos Alfonso Azpiroz Costa, O.P.  | 2015-2017  |                                           |
| Bispos-auxiliares   |                                     |            |                                           |
|                     | Pedro Ernesto Fournau               | 2024-      | Atual                                     |
|                     | Jorge Luis Wagner                   | 2019-2024  | Nomeado Bispo de Comodoro Rivadavia       |
|                     | Pedro María Laxague                 | 2006-2015  | Nomeado Bispo de Zárate-Campana           |
|                     | Néstor Hugo Navarro                 | 1998-2003  | Nomeado Bispo de Alto Valle del Río Negro |
|                     | José Vittorio Tommasí               | 1984-1991  | Nomeado Bispo de Nueve de Julio           |
|                     | Emilio Ogñénovich                   | 1979-1982  | Nomeado Bispo de Mercedes-Luján           |
| Bispos              |                                     |            |                                           |
| 2º                  | Germiniano Esorto                   | 1946–1957  |                                           |
| 1º                  | Leandro Bautista Astelarra          | 1934–1943  |                                           |